# Facultad del Ejército
La Facultad del Ejército "Mayor Francisco Romero" (FE)  es una de las cuatro facultades que componen la Universidad de la Defensa Nacional (UNDEF), con sede en Palermo. Fue creada el 21 de octubre de 2015 con el personal y medios del Instituto de Enseñanza Superior del Ejército (IESE).
Actualmente, cumple funciones de coordinación interinstitucional entre los diferentes institutos de enseñanza del Ejército, asimismo como actividades de investigación, perfeccionamiento docente y para graduados, atribución de becas, y el apoyo y sostenimiento de las desarrolladas por el Instituto Argentino de Historia Militar (IAHM), entre otras.

## Historia

### Antecedentes
La iniciativa de creación del Instituto, surgió en el año 1983, luego de que una extensa revisión interna sobre la situación de los planes educativos, demostrara que estos no se hallaban al nivel necesario para poder afrontar y coordinar los desafíos educativos que demandaban los nuevos tiempos. En vista de estos resultados, se prosiguió a la colección de datos y estudios especiales sobre el tema, asimismo como sobre sistemas educativos de otros ejércitos del mundo para arribar finalmente al diseño de un Sistema para el Planeamiento Educativo de la Fuerza.
Esta primera etapa del proceso, finalizaría con la creación de la denominada Dirección de Institutos Superiores del Ejército (DISE), con sede en las instalaciones de la Escuela Superior de Guerra (ESG), por lo dispuesto en la Resolución inserta en BCE Nro. 515 del 14 de enero de 1986. Este Instituto primigenio, buscaría coordinar los esfuerzos para finalizar los procesos diagnósticos de autoevaluación, y lograr finalmente, afianzarse como instituto de educación superior de la fuerza, para brindar un caudal constante de capacitación de alto nivel, que pudiera cumplir con las exigencias y aspiraciones que los integrantes de la fuerza y sus institutos educativos debían alcanzar.
Simultáneamente, el alcance de las tareas de desarrollo se amplía, logrando la construcción del modelo de un Plan General de Educación e Instrucción del Ejército, que luego de aplicarle ciertas modificaciones y revisarlo, sería aprobado por el jefe de Estado Mayor General del Ejército (JEMGE) a partir del 1 de enero de 1987, quien además, por superior resolución inserta en BCE Nro. 518, modificaría la precaria denominación de la DISE, a Instituto de Enseñanza Superior del Ejército (IESE), sentando así las bases para las futuras tareas que definirían el accionar y la trayectoria del Instituto.

### Instituto de Enseñanza Superior del Ejército
Finalizado el proceso de evaluación interno, se observa la carencia de preparación del personal de Ejército, originando así, la necesidad de elevar su nivel de formación y perfeccionamiento, y lograr a la vez el reconocimiento oficial, con validez nacional, del "nivel universitario", de los títulos otorgados por el instituto, a fin de afianzar la credibilidad del mismo no solo dentro de la fuerza, sino también a nivel nacional y general. Ante esta coyuntura, y de entre la variedad de posibilidades para cumplir sus objetivos, el Instituto, opta por acogerse a los beneficios del Artículo 16º de la Ley Nro. 17.778 (Ley de Universidades Provinciales). 
A tal fin, se llevan a cabo en el Ministerio de Defensa, diversas reuniones, donde se busca ganar consenso para promover el proyecto, y es cuando finalmente se eleva al Ministerio de Educación y Justicia para su tratamiento, frente a cierta controversia gestada en oposición al mismo.
Luego de un intenso tratamiento llevado a cabo por el ministerio, el 29 de octubre de 1990, por la Resolución Nro. 2024/90, se le reconoce el nivel universitario al Instituto, logrando así la validez nacional a los Estudios, Títulos y Grados que se expedían en las carreras presentadas, y quedando definitivamente incorporado al régimen de la Ley Nro. 17.778 de Universidades Provinciales.
Habiendo obtenido este último reconocimiento, en 1994, el IESE, traslada sus dependencias a las actuales instalaciones del edificio de Fabricaciones Militares, y un año después, tras la promulgación de la Ley de Enseñanza Superior Nro. 24.521, el instituto queda incluido en la categoría de "Institutos Universitarios Estatales", reconociéndose la validez de sus títulos a nivel nacional.

### Universidad de la Defensa Nacional
El 12 de noviembre de 2014 se crea la Universidad de la Defensa Nacional (UNDEF) mediante la ley 27 015 y se incorpora a la misma al Instituto de Enseñanza Superior del Ejército bajo el nombre de Facultad del Ejército.

## Organización
- Facultad del Ejército (FE). Palermo.
  - Colegio Militar de la Nación (CMN). El Palomar.
  - Escuela de Suboficiales del Ejército "Sargento Cabral" (ESESC). Campo de Mayo.
  - Escuela Superior de Guerra (ESG). Centro Educativo de las Fuerzas Armadas (Palermo).